# 名島運動公園
名島運動公園（なじまうんどうこうえん）は福岡県福岡市東区にある運動公園。

## 概要
1982年（昭和57年）、福岡県庁の東区東公園への移転に伴い、｢県民の体育・文化の向上｣を目的として、名島火力発電所の跡地で九州電力のグラウンドとなっていた当地に運動施設を整備し開園した。
園内にはナイター設備を備えた軟式野球場の他、テニスコート12面（うち4面がナイター対応）、サッカー、グラウンドゴルフが可能な自由広場、ゲートボール場などの各種運動施設を備えている。

## 交通アクセス
- 西鉄貝塚線名島駅より徒歩10分
- 西鉄バス名島運動公園バス停より徒歩1分